# Війна між Ізраїлем та ХАМАСом
Війна між Ізраїлем та ХАМАСом — збройний конфлікт між Ізраїлем та палестинськими бойовиками на чолі з ХАМАСом, що спалахнув 7 жовтня 2023 року. Це п'ятий епізод конфлікту між Газою та Ізраїлем, що є, у свою чергу, частиною ширшого та масштабнішого ізраїльсько-палестинського конфлікту. 
Вранці 7 жовтня Хамас оголосив про початок так званої операції «Потоп (повінь) аль-Акса» (араб. عملية طوفان الاقصى). З Гази було випущено 2,5 – 5 тисяч ракет, що вразили населені пункти навколо смуги та на рівнині Шарон, унаслідок чого загинуло щонайменше п'ятеро людей. Водночас близько 2500 – 3000 осіб прорвали у 29 місцях ізраїльський роз'єднувальний бар'єр, а також морем та повітрям проникли в Південний округ, атакували сусідні громади та військові бази, скоївши більше дюжини масових вбивств. Загинуло понад 1200 осіб, з них щонайменше 800 мирних жителів, понад 3300 отримали поранення, а 242 людини (включаючи понад 120 цивільних) полонили чи взяли в заручники та вивезли до Гази. Хамас заявив, що напад був здійснений у відповідь на «осквернення головної мечеті аль-Акса", 16-річну блокаду сектора Гази, привласнення палестинської власності, ізраїльську колонізацію на спірних (окупованих) територіях та насильство колоністів.
Того ж дня опівдні Ізраїль оголосив у відповідь про триетапну операцію «Залізні мечі» (івр. מבצע חרבות ברזל), закликав про мобілізацію резервістів та розпочав масштабні повітряні атаки проти сектору Гази. Наступного дня в країні офіційно затверджено стан війни, задіявши статтю 40 основного закону про уряд, що надало повну свободу дій військовим. Упродовж трьох днів було вбито понад 1000 осіб, які проникли з Гази на підконтрольну уряду територію, близько 200 затримано, решту витіснено за лінію демаркації. Ще щонайменше 687 палестинців загинули від бомбардувань сектору Гази. 9 жовтня Ізраїлем запроваджено «тотальна облога» надходження продуктів харчування, води, медикаментів, палива та електроенергії до Гази на додаток до існуючої блокади з боку Єгипту та Ізраїлю. 13 жовтня Ізраїлем оприлюднено наказ про примусове переміщення 1,1 мільйона палестинців, які мешкали на північ від ваді Гази. А вже наступного дня розпочалося нарощування сил ізраїльських військ вздовж лінії розмежування для подальшого вторгнення в смугу Гази, яке постійно відкладалося у зв'язку з непохитною позицією ООН, яка відмовлялася розширити «право Ізраїлю захищатися» на окуповані нею території. За жовтень безперервних бомбардувань Ізраїль скинув понад 25 000 тонн вибухівки на сектор Гази, що еквівалентно майже двом ядерним бомбам «Малюк»; більшість бомб були націлені на місто Газа.
27 жовтня Ізраїль посилив інтенсивність авіаударів та артилерійських обстрілів, а ввечері розпочав широкомасштабне наземне вторгнення на територію Гази за трьома напрямками: з півночі вздовж прибережної дороги Рашида, з північного сходу в районі Бейт-Ханун та зі сходу через Джухор ад-Дік. До кінця жовтня в сектор Гази введено щонайменше дві бронетанкові та піхотні дивізії чисельністю понад 20000 військових, які розділили анклав навпіл, заблокувавши дороги та головну магістраль Салах аль-Дін, після чого рушили до міста Газа, де зустріли опір бойовиків Хамасу. 2 листопада ізраїльські військові оточили Газу й взяли місто в облогу. 15 листопада Рада Безпеки ООН ухвалила резолюцію із закликом до термінових й тривалих гуманітарних пауз та коридорів у секторі Гази, але Ізраїль її проігнорував. 24-30 листопада відбулось тимчасове припинення вогню, обмін та звільнення в'язнів. 1 грудня бої посилюються в центральній та південній Газі.
Країни переважно західного світу висловили солідарність з Ізраїлем й заявили, що Ізраїль має право захищатися від збройних нападів, тоді як країни мусульманського світу (включаючи Вісь опору) висловили підтримку палестинцям, звинувачуючи ізраїльську окупацію палестинських територій як першопричину ескалації насильства. Перші характеризували неочікуваний напад Хамасу як терористичний акт, другі засуджували непропорційні атаки Ізраїлю, геноцид палестинців, вторгнення до сектору Гази, колективне покарання палестинців за дії Хамасу та подвійні стандарти у застосуванні концепції «живого щита», який раніше Росія використовувала для виправдання вторгнення до України. Решта переважна більшість країн звинуватили як Ізраїль, так і Хамас у воєнних злочинах та закликали до припинення вогню та деескалації насильства. Протягом перших трьох тижнів бойових дій зафіксовано щонайменше 4385 акцій протесту, пов'язаних з конфліктом, у майже 100 країнах і територіях, з них 86 % на знак солідарності з палестинцями, 12 % з Ізраїлем та 2 % закликаючі до миру. 27 жовтня Генасамблея ООН ухвалила дорадчу резолюцію із закликом до гуманітарного перемир'я.
Загальна кількість зареєстрованих загиблих з обох боків понад 14 тис. осіб, тоді як реальна кількість жертв є вищою, травмованих —більше 36 тис. осіб. Дві третини постраждалих — діти та жінки. Співвідношення загиблих дітей в Палестині та Ізраїлі складає 138:1. За даними ВООЗ щонайменше одна дитина у Газі гине кожні 10 хвилин. ООН назвав Газу «кладовищем для дітей». Внутрішньо переміщеними особами вважаються понад 1,6 млн осіб. З 10 листопада, після збою в роботі служб і зв'язку в лікарнях сектору Гази загальні дані про жертви не оновлювалися.[див. «Втрати»]

## Передісторія
У 2005 році в рамках плану одностороннього розмежування Ізраїль евакуював єврейських поселенців і війська з району Сектору Гази. В результаті демократичних виборів в Палестинську законодавчу раду, проведених 25 січня 2006 року, ісламська фундаменталістська організація ХАМАС отримала 74 зі 132 (56 %) місць у парламенті. 18 березня 2007 року ХАМАС і ФАТХ сформували Уряд національної єдності, але невдовзі між ними спалахнув збройний конфлікт. До 14 червня ХАМАС захопив повний контроль над Сектором Гази, лідер ФАТХ і голова Палестинської національної адміністрації Махмуд Аббас створив новий уряд на Західному березі річки Йордан. З цього моменту Сектор Гази та Ізраїль постійно перебувають у конфлікті. Після виводу ізраїльських сил з Сектору Гази у 2005 році палестинські бойовики постійно здійснювали обстріли території Ізраїлю, а Ізраїль завдавав ударів у відповідь. Як повідомляє Human Rights Watch, ХАМАС запускав тисячі ракет з території району, часто вдаряючи по цивільним районам і скоюючи воєнні злочини. Правозахисні організації також звинувачували Ізраїль у порушенні правил ведення війни, застосування сили проти демонстрантів і обстрілів цивільних об'єктів. З 2007 року Сектор Гази перебуває під ізраїльською блокадою. Блокада піддалася критиці з боку Генерального секретаря ООН Пана Гімуна, Ради ООН з прав людини та інших правозахисних організацій. Human Rights Watch назвали її «в'язницею просто неба».

### Передумови
Напад стався після трьох тижнів насильства біля розмежувальної стіни між Ізраїлем та Газою. 29 вересня 2023 року ХАМАС та Ізраїль домовилися про перемир'я за посередництва Катару, Єгипту та ООН. До нападу доєдналися як бойовики, так і цивільні, у 2023 році ізраїльськими силами було вбито щонайменше 247 палестинців, тоді як 32 ізраїльтянина та двоє іноземних громадян загинули в результаті палестинських нападів.
Перед цим ХАМАС збирав пожертви на підготовку атаки у криптовалюті, а Іран був одним із найбільших спонсорів угруповання, що надавав йому ресурси для терористичних актів.
Атака ХАМАСу сталася під час єврейського свята Сімхат Тора що припало на Шабат, а також через деньпісля 50-ї річниці війни Судного дня, яка також почалася з несподіваного нападу.
Ізраїль і Саудівська Аравія ведуть переговори про нормалізацію відносин, а наслідний принц Саудівської Аравії Мухаммед ібн Салман нещодавно заявив, що нормалізація «вперше стала реальною». Міністерство закордонних справ Саудівської Аравії заявило, що вони «неодноразово попереджали, що тривала окупація Ізраїлем Гази призведе до подальшого насильства».
Командир бригад «Ізз ад-Дін аль-Кассам» Мохаммад Дейф заявив, що атака була відповіддю на «осквернення мечеті аль-Акса», і закликав палестинців та арабських ізраїльтян «вигнати окупантів і знести стіни». Лідер ХАМАСу Салех аль-Арурі заявив, що операція була відповіддю «на злочини окупації», додавши, що бійці захищали мечеть аль-Акса й тисячі палестинських ув'язнених, яких утримував Ізраїль.

## Хронологія

### 7 жовтня
7 жовтня 2023 о 6:30 за місцевим часом ХАМАС оголосив про початок операції «Потоп (повінь) аль-Акса» та заявив, що протягом 20 хвилин випустив понад 5000 ракет із сектора Гази по Ізраїлю. Атака, яка збіглася з єврейським святом Сімхат Тора, виявилася несподіванкою для ізраїльтян. З Гази було випущено щонайменше 2200 снарядів, а внаслідок ракетних обстрілів загинули не менше як п'ятеро людей.
Уряд Ізраїлю оголосив надзвичайний стан і розпочав у відповідь ракетні удари по Сектору Гази.
Сталися вибухи в районах навколо Гази й у містах на рівнині Шарон, включно з містами Гедера, Герцлія, Тель-Авів та Ашкелон. Сирени повітряної тривоги також були активовані в Беер-Шеві, Єрусалимі, Реховоті, Рішон-ле-Ціоні та авіабазі Пальмахім. ХАМАС закликав місцевих арабів озброюватися, а старший військовий командир Мохаммад Дейф закликав мусульман «усюди атакувати». Також був відкритий вогонь по ізраїльських човнах біля сектора Гази, а між палестинцями й ЦАГАЛЕМ почалися сутички на східній ділянці огорожі по периметру Гази.
Одночасно палестинські бойовики проникли в Ізраїль з Гази за допомогою вантажівок, пікапів, мотоциклів, бульдозерів, парапланів й паратрайків. Бойовики Хамасу увійшли в міста Ашкелон (7 км від кордону сектора Гази) і Сдерот (3 км від кордону). З'явилися зображення та відео, на яких видно, як озброєні бойовики в масках, одягнені в чорну форму, їдуть на пікапах і відкривають вогонь у Сдероті, від чого загинуло кількох ізраїльських цивільних осіб і солдатів. На іншому відео з Гази показане мертве тіло ізраїльського солдата, якого топче натовп із криками «Бог великий». Окрім цього, були оприлюднені відео із захопленням ізраїльтян, палаючим ізраїльським танком, а також бойовиками за кермом ізраїльської військової техніки. Також повідомлялося, що бойовики відкрили вогонь та захопили заручників (зокрема громадян країн ЄС) на фестивалі психоделічного трансу «Supernova Sukkot» просто неба. Члени ХАМАСу були помічені в Беер-Шеві та Натів-га-Асара, а також у кібуцах навколо сектора Гази, де вони, як повідомляється, захопили заручників і підпалили будинки.

Ізраїльський військовий речник заявив, що озброєні люди з Гази вторглися в чотири невеликі сільські ізраїльські громади, прикордонне місто Сдерот і дві військові бази як з суші, так і з моря. Ізраїльські ЗМІ повідомили, що сім селищ опинилися під контролем ХАМАСу, включно з Нахаль-Оз, Кфар-Аза, Маген і Суфа. Повідомлялося, що поліцейська дільниця Сдерота перейшла під контроль ХАМАСу, як і контрольно-пропускний пункт Ерез, що дозволило бойовикам потрапити в Ізраїль з Гази. Комісар ізраїльської поліції Кобі Шабтай заявив, що на півдні Ізраїлю існує 21 активна локація з високим протистоянням і що в цьому районі розгорнуто антитерористичний підрозділ ЯМАМ.
«Ми у стані війни, не операції, не ескалації, ми у стані війни, і ми переможемо», — заявив прем'єр Біньямін Нетаньягу.
Повідомлялося про щонайменше 100 загиблих і 545 поранених ізраїльтян. Палестинська сторона повідомляла про 198 своїх загиблих, і понад 1000 поранених. Українське МЗС заявило, що серед постраждалих не було громадян України.
Міністр енергетики Ізраїлю Ісраель Кац наказав повністю зупинити постачання електроенергії до Сектору Гази (Сектор Гази отримує електроенергію з трьох джерел: Ізраїлю, Єгипту та власне виробництво. Ізраїль забезпечує понад 60 % загального обсягу).
Увечері того ж дня міністр оборони Ізраїлю Йоав Ґалант заявив, що армія Ізраїлю поновила контроль над більшістю населених пунктів на півдні країни, біля Сектору Гази, куди раніше проникли бойовики ХАМАСу, серед яких Сдерот, Суфа, Керем-Шалом, Нірім, Натів-га-Асара, Нір-Оз, Нахаль-Оз, Хуліт, Нір-Ам, Нір-Іцхак, Маген та Урім.
Станом на 22:00 Ізраїль підтвердив понад 1450 поранених громадян і щонайменше 250 загиблих. Міністерство оборони Ізраїлю оголосило про масований призов резервістів.
Уночі з 7 на 8 жовтня Кабінет міністрів безпеки Ізраїлю проголосував за вжиття низки заходів для «знищення військового та урядового потенціалу ХАМАСу та Палестинського ісламського джихаду», згідно із заявою офісу прем'єр-міністра.

#### Авіаудари Ізраїлю в Секторі Гази
ЦАХАЛ атакував цілі в Газі за допомогою винищувачів, вразивши 17 військових комплексів ХАМАС і чотири оперативні командні центри. Серед місць, які постраждали від удару, була 11-поверхова Палестинська вежа в центрі Гази, на даху якої розташовувалися радіостанції ХАМАСу. Ізраїль також завдав удару по двох лікарнях, унаслідок чого загинув водій швидкої допомоги та медсестра. Ізраїльські літаки розбомбили будинок ватажка ХАМАСу Єхії аль-Сінвара в Хан-Юнісі на півдні Сектора Газа.

### 8 жовтня
За ніч Ізраїль завдав ударів по 426 цілях у Секторі Гази. Була зруйнована мечеть Аль-Аміна Мухаммеда, також були влучання в житлових кварталах, тунелях, будинках посадових осіб ХАМАСу та вражена вежа Ватан, яка використовувалася як центр для інтернет-провайдерів у районі.
Кабінет безпеки Ізраїлю заявив, що схвалив військову операцію, спрямовану на «знищення військового й урядового потенціалу» ХАМАСу і Палестинського ісламського джихаду в секторі Гази. Лідера ХАМАСУ, Аймана Юніса ліквідовано внаслідок удару ЦАГАЛЮ.
Посольство України в Ізраїлі інформує про загибель двох українських громадян на території держави. Вживаються відповідні заходи для організації репатріації тіл загиблих до України.
Ізраїлем був уведений у дію «пункт 40 Алеф», який фактично є оголошенням війни та надає військовим країни право діяти на власний розсуд за умови повідомлення про власні дії політичному керівництву. Востаннє він застосовувався у 1973 році, коли трапилася «Війна судного дня». ЦАХАЛ заявив, що дві ситуації із захопленням заручників були «розв'язані». Армія оборони Ізраїлю також заявила, що захистила 22 місця від палестинських сил, але все ще намагається зачистити вісім інших місць, включно зі Сдеротом і Кфар-Азою. В одній із громад були врятовані майже 50 заручників. Кілька озброєних палестинців, які їхали на викраденому автомобілі, були вбиті ізраїльськими військами поблизу Ашкелона після перестрілки на головній дорозі. Ізраїльські сили також відбили поліцейську станцію Сдерот, убивши десятьох бойовиків. Водночас повідомлялося, що палестинські бойовики ввійшли до Магена, а 70 палестинських груп підкріплення прибули до Беери.
Було видано розпорядження про евакуацію жителів, які проживають поблизу Сектора Гази, а колишній бригадний генерал Гала Гірша був призначений відповідальним урядом із питань зниклих безвісти та викрадених громадян. ЦАГАЛ заявив, що закликав до 300 000 резервістів і зазначив, що має на меті ліквідувати військовий потенціал ХАМАСу і повалити його правління над Сектором Гази.
Білий дім заявив, що Президент США Джо Байден наказав надати «додаткову підтримку» Ізраїлю. Подробиць щодо неї поки немає. Американські ЗМІ пишуть, що Ізраїль запросив у Сполучених штатів «специфічні види озброєння», і США працюють над запитом. Згодом країна погодила військову допомогу на запит Ізраїлю.
Кількість загиблих в Ізраїлі перевищила 700 осіб, понад 2100 поранені. Влада Ізраїлю офіційно підтвердила, що не менш як 100 ізраїльтян перебувають у полоні в Газі. У соцмережі поширюються відео, на яких зображені полонені бойовиками ХАМАСу ізраїльські жінки в Газі. Повідомлення деяких ЗМІ про те, що ведуться перемовини про обмін полоненими, офіційно Ізраїлем не були підтверджені. Однак представники влади запевняють, що «Ізраїль не зупиниться, доки не вичерпає всі можливі засоби повернути полонених, і зробить все, щоб це сталося».
Того ж дня стало відомо, що внаслідок нападу ХАМАСу загинули щонайменше 250 людей, які брали участь в фестивалі електронної музики Nature Party поблизу кордону.

### 9 жовтня
Ізраїльські війська звільнили всі міста на кордоні із сектором Гази та почали наземний наступ. Про це повідомив представник ЦАХАЛ, контрадмірал Даніель Хагарі. Міністр оборони Ізраїлю Йоав Ґалант віддав наказ про «повну облогу»: «там не буде електрики, їжі, палива, все зачинено». Водночас у ХАМАСі заявили, що обстрілюють Тель-Авів і Єрусалим ракетами «у відповідь на бомбардування будинків цивільних». The Wall Street Journal повідомляють, що Іран протягом кількох тижнів допомагав планувати напад на Ізраїль.
ХАМАС атакував головний ізраїльський аеропорт імені Бен-Гуріона. Також у ХАМАСі заявили, що випустили 100 ракет у напрямку Ашкелону. Одна з ракет влучила у двоповерховий будинок, унаслідок чого постраждала 8-річна дитина.
Арабські медіа пишуть, що кількість загиблих збільшилася до понад 490 з палестинської сторони, ще близько 2 300 поранені.
The Times of Israel зазначає, що орієнтовна кількість загиблих в Ізраїлі зросла до 900 осіб та 2506 постраждалих, з яких 23 у критичному стані та 353 — у важкому. Бойовики ХАМАСу погрожують розпочати страти ізраїльських заручників у Газі, якщо Ізраїль продовжить авіаудари.
Ізраїль мобілізував 300 000 резервістів для відповіді на терористичну атаку і вторгнення ХАМАСу. Головний військовий речник контрадмірал Даніель Хагарі заявив, що цей призов є найбільшим в історії Ізраїлю. Він додав, що військові відновили контроль над територіями, раніше захопленими бойовиками ХАМАСу і «переходять у наступ» в Газі.
Повідомляється, що внаслідок ракетної атаки по Єрусалиму, ХАМАС влучив ракетою по мечеті імені Ахмата Кадирова, яка була відкрита Рамзаном Кадировим.
Приблизно о 21:50 представник ХАМАСу заявив, що вони готові до переговорів з Ізраїлем.
Нетаньягу сказав, що Ізраїль тільки почав завдавати ударів по ХАМАСу: 
«Ми завжди знали, що таке ХАМАС. Тепер знає світ. ХАМАС — це ІДІЛ». «Вони хотіли війну? Вони отримають війну. Ми перетворимо Сектор Гази на руїни».

### 10 жовтня
Армія оборони Ізраїлю заявила, що ліквідувала «міністра економіки» ХАМАС Джавада Абу Шамала, крім того, військові ЦАХАЛу убили Закарію Абу Маамра — одного з високопосадовців Політбюро ХАМАС та голову «міністерства національних відносин» руху.
Армія оборони Ізраїлю заявила, що мобілізувала до 360 000 резервістів і завдала авіаударів по районах аль-Дарадж і аль-Фуркан у Газі, а також по порту Гази. Також значною мірою зруйновані райони аль-Карама та Рімал міста Гази, де розташовувалися міністерства керованого ХАМАСом уряду, університети, медіа-організації та агенції з надання допомоги. Ізраїльські військові літаки також завдали удару по прикордонному переходу Рафах, що сполучає Газу та Єгипет, пошкодивши зал на палестинській стороні та спричинивши його закриття. Сімейна резиденція Мохаммеда Дейфа в Хан-Юнісі також була уражена, убивши його батька, брата та принаймні двох інших родичів.
Міністр національної безпеки Ітамар Бен-Ґвір оголосив, що міністерство закуповує 10 000 гвинтівок для озброєння цивільних груп безпеки, зокрема в прикордонних громадах, змішаних єврейсько-арабських містах і поселеннях на Західному березі. Він додав, що 4 тисячі автоматів, а також шоломи та бронежилети вже закуплені у вітчизняного виробника та мають бути негайно розподілені.

### 11 жовтня
Депутати від фракції «Національна єдність», зокрема колишній міністр оборони Бені Ґанц, Ґаді Айзенкот, Ґідеон Саар, Єхіель Троппер та Іфат Шаша-Бітон приєдналися до Кабінету безпеки Ізраїлю, щоб сформувати Військовий кабінет під головуванням прем'єр-міністра Біньяміна Нетаньяху. Наступного дня Кнесет схвалив їх вступ до коаліційного уряду безпеки та Військового кабінету як міністрів без портфеля. До складу Військового кабінету увійшли Міністр оборони Йоав Ґалант та Бені Ґанц, а міністр стратегічного планування Рон Дермер та Ґаді Айзенкот стали спостерігачами. Решта опозиційних сил (37 % складу парламенту) не приєдналися до розширеного уряду.
Міністерство закордонних справ Ізраїлю надало інформацію про країни, громадяни яких стали жертвами нападу бойовиків ХАМАС. Зазначається, що понад 200 іноземців були убиті, взяті в полон або зникли, серед яких дві особи є громадянами України.
На єдиній електростанції в секторі Гази закінчилося паливо (приблизно через добу після повної блокади Гази, що призвело до припинення постачання газу та інших видів палива).

### 12 жовтня
Міністр оборони Ізраїлю Йоав Ґалант показав колегам з країн НАТО відео наслідків атак ХАМАСу. В ізраїльському поселенні Кфар-Аза на півдні військові виявили тіла 200 місцевих жителів. Бойовики вбили близько 40 дітей, у тому числі немовлят, деякі з них були обезголовлені.
На півночі сектора Газа було ліквідовано лідера угруповання «Палестинський ісламський джихад» Муса Насіра.

### 13 жовтня
Рано вранці ЦАХАЛ випустив попередження про евакуацію громад на північ від ваді Гази, з провінцій Газа та Північна Газа, у південному напрямку протягом наступних 24 годин. Евакуація північної частини Гази, яка передбачала б переміщення 1,1 мільйона палестинців, була визнана неможливою в ООН, яка у своїй заяві попередила про «руйнівні гуманітарні наслідки». "Незабаром після видання наказу про евакуацію установи ООН, зокрема UNRWA, отримали вказівку переїхати до Рафаха.
У відповідь на це Управління у справах біженців ХАМАС закликало мешканців північної Гази «залишатися непохитними у своїх домівках і бути стійкими перед обличчям цієї огидної психологічної війни, що ведеться окупантами».
Вдень Армія Ізраїлю розкидала листівки над сектором Гази з закликом жителів покинути півночі Гази протягом 24 годин, повідомили в ООН. Що є вкрай важко, оскільки це приблизно 1,1 млн палестинців.
В Ізраїлі, загинуло 12 громадян України, і ще 8 українців вважаються зниклими безвісти, повідомляє посольство України в Ізраїлі.
Увечері ЦАХАЛ заявив, що його наземні сили провели локальні рейди в Газі, заявивши, що вони атакували бойовиків ХАМАС і шукали заручників, захоплених під час нападу.
Під час першого наземного рейду на територію Сектора Гази Сили оборони Ізраїлю знайшли тіла полонених ізраїльтян. Станом на ніч проти 14 жовтня, як повідомляє Haaretz, відомо про 1200 вбитих ізраїльтян та про 3192 поранених під час атаки палестинських бойовиків. Понад 130 людей, у тому числі іноземців, перебувають у полоні ХАМАС в обложеному анклаві. В результаті ізраїльських повітряних ударів по Газі з початку війни загинули щонайменше 1 800 палестинців.

### 14 жовтня
Пресслужба ЦАХАЛ повідомила, що в наслідок удару по оперативному штабу організації Хамас було ліквідовано Мурада Абу Мурада — командира повітряно-десантного підрозділу спецпризначення Нухба.
О 17:30 на одному з безпечних маршрутів, визначених ЦАХАЛом, стався вибух, в результаті якого загинуло 70 осіб, в основному жінки, діти.

### 16 жовтня
В результаті ізраїльського авіаудару по штабу цивільної оборони в Газі загинули семеро парамедиків.
Цахал ліквідував командира «південного округу» ХАМАСу. Представник військового крила Хамасу заявив, що вони готові звільнити заручників, «як тільки дозволять умови на місцях».

### 17 жовтня
Вранці внаслідок удару по лікарні аль-Ахлі загинули сотні людей. Ізраїль звинуватив у вибуху ХАМАС, ракета якого можливо влучила у власну лікарню.
Ізраїль бомбардував райони на півдні Гази. Представники Міністерства охорони здоров'я в Газі повідомили, що в результаті нічних бомбардувань Хан-Юніса, Рафаха і Дейр-аль-Балах на півдні Гази загинуло понад 70 осіб, багато з них — сім'ї, які евакуювалися з міста Газа на півночі за наказом ізраїльських військових.

### 18 жовтня
За інформацією посла Ізраїлю в Україні Михайла Бродського 23 українці загинули внаслідок нападу ХАМАС. Це найбільша після США кількість загиблих іноземців під час нападу.
Міністерство охорони здоров'я Палестини звинуватили Ізраїль в обстрілі лікарні аль-Ахлі, результаті якого загинуло понад 500 пацієнтів.

### 20 жовтня
Президент Єгипту Абдель Фаттах ас-Сіссі та президент США Джо Байден домовилися про постійне доставлення гуманітарної допомоги до сектору Гази через термінал Рафах.

### 21 жовтня
Президент США Джо Байден заявив, що однією з причин нападу ХАМАС на Ізраїль було бажання порушити нормалізацію відношень з Саудівською Аравією, яка мала намір визнати Ізраїль.
Ізраїль знову ввів повну блокаду Сектора Гази та готовиться до наземної операції.

### 22 жовтня
Жодна з арабських країн не висловила бажання прийняти палестинських арабів в себе, а деякі країни як Єгипет та Йорданія висловлюються стосовно повернення до status quo ante bellum. Тобто на саміті прийняли ліквідацію ХАМАСу, але проти щоб населення Сектора Гази виїхало звідти до них.
Армія оборони Ізраїлю ліквідувала заступника начальника артилерійськими силами бойовиків ХАМАС Мухаммеда Катмаша, який, як вважається, відіграв ключову роль в атаках на Ізраїль, повідомляє пресслужба ЦАХАЛу.
ЦАХАЛ повідомив, що ізраїльський танк випадково вистрілив і влучив у єгипетський пост, прилеглий до кордону в районі Керем-Шалом. ЦАХАЛ «висловлює жаль з приводу того, що трапилося» і наголосили що наразі триває розслідування інциденту. Також ЦАХАЛ ліквідував заступника начальника артилерійськими силами ХАМАСу Центральної Гази Мухаммеда Катмаша, що відіграв ключову роль в атаках на Ізраїль.

### 23 жовтня
У сектор Газа прибув другий конвой з гуманітарною допомогою, який складається з 14 вантажівок. Місцеві ЗМІ повідомляють, що конвой не привіз паливо через побоювання з ізраїльської сторони щодо його призначення.
За даними палестинського міністерства охорони здоров'я, кількість загиблих у секторі Гази з 7 жовтня зросла до 4385 осіб.
На евакуацію зі сектору Гази очікують 337 громадян України, але насправді їх у цьому регіоні може бути до 500. Про це сказав посол України в Ізраїлі Євген Корнійчук.

### 24 жовтня
Президент Франції Емманюель Макрон прибув з візитом солідарності до Ізраїлю. Він закликає до «гуманітарного перемир'я», щоб доставити допомогу населенню Гази і «сприяти звільненню заручників», повідомляє його канцелярія. Нетаньяху заявив президенту Франції, що «ХАМАС — це нові нацисти».
Міністерство охорони здоров'я Гази оцінює кількість загиблих з початку війни в 5791 особу, з яких 704 були вбиті за останні 24 години. Воно також повідомляє, що 12 лікарень і 32 клініки перестали функціонувати.

### 25 жовтня
Авіаудари по позиціях, а також командних пунктах і складах зброї в секторі Газа продовжуються. Повідомляється, що Ізраїль знищив одного з командирів ХАМАС, причетного до вбивств і пов'язаного з Мохаммедом Дейфом.
Президент Туреччини Реджеп Тайїп Ердоган назвав ХАМАС «визвольною організацією», в той час, як президент Єгипту Абдель Фаттах Ас-Сісі застеріг своїх військових від втручання в конфлікт.
«Ізраїлю, Захід тобі багато винен, але Туреччина тобі нічого не винна. ХАМАС — це не терористична організація, а визвольна організація, яка бореться за захист своєї землі», - сказав Ердоган
.
У телефонній розмові з прем'єр-міністром Ізраїлю Біньяміном Нетаньяху президент США Джо Байден підкреслив важливість того, «що буде після кризи». Це включає в себе міцний мир між ізраїльтянами і палестинцями. Байден повторив, що ХАМАС не представляє палестинський народ і його законні прагнення.

### 26 жовтня
Тим часом, ізраїльська авіація продовжує завдавати ударів по сектору Газа. За минулу добу було вражено понад 350 цілей. Серед них — спостережні пости і пускові майданчики ракет поблизу цивільних житлових будинків і мечетей. Військові здійснили ще одне обмежене просування в сектор Газа.
Ізраїль взяв на себе відповідальність за 224 заручники, що перебували в руках ХАМАСу. Бригади «Кассам» заявили, що близько 50 заручників були вбиті в результаті ізраїльських авіаударів.
До Москви прибув член політбюро палестинського руху ХАМАС Абу Марзук із делегацією, а також заступник міністра закордонних справ Ірану Алі Багері Кані. Ізраїль розкритикував Москву, назвавши запрошення ХАМАС «негідним кроком».
ЦАХАЛ повідомив, що в ніч на 27 жовтня в результаті нічного повітряної атаки в секторі Газа був убитий командир батальйону в західній частині міста Хан-Юніс Мадхат Мудбашер.

### 27 жовтня
27 жовтня Ізраїль посилив авіаудари та артилерійські обстріли сектора Гази. Мобільний зв'язок та послуги Інтернету в Газі були майже повністю відключені. Увечері ізраїльські сухопутні сили здійснили широкомасштабне наземне вторгнення до сектору Гази із трьох основних напрямків.
Речник ЦАХАЛу заявив про використання лікарні аль-Шіфа у середмісті Гази як військового штабу Хамас. Палестинські чиновники в Газі відкинули ці твердження як бездоказові та спрямовані на те, аби підготувати громадську думку для нападу на лікарню.
Саудівська Аравія попередила США, що наземне вторгнення Ізраїлю в Газу спровокує непередбачувані ланцюгові катастрофічні наслідки, які можуть охопити весь регіон Близького Сходу.

### 28 жовтня
Танки армії Ізраїлю увійшли до Сектору Газа, Ізраїль провів серію авіаударів, за словами ЦАХАЛу, в атаці було задіяно близько 100 літаків, метою яких було знищення тунелів і підземних споруд ХАМАСу. Піхота і бронетехніка продовжать атаки за масованої вогневої підтримки з моря і з повітря. Палестинський Червоний Півмісяць, Лікарі без кордонів і ВООЗ повідомили, що втратили зв'язок зі своїми співробітниками та об'єктами на місцях після того, як було перервано зв'язок.
Повітряні удари по позиціях ХАМАС тривали протягом ранку і дня. Ізраїль заявив про ліквідацію Асема Абу Ракаба, який можливо планував атаку 7 жовтня і відповідав за повітряну діяльність ХАМАС. Крім того, за даними ізраїльської армії, було уражено 150 підземних цілей, включаючи «тунелі, що використовуються бойовиками, підземні бойові кімнати та іншу підземну інфраструктуру». Прикордонні ізраїльські міста продовжували обстрілювати з палестинського сектора Газа.
МЗС Ізраїлю відкликало своїх дипломатів з Туреччини через «серйозні зауваження» цієї країни. Президент Туреччини Ердоган звинуватив Ізраїль у військових злочинах і назвав його окупантом на пропалестинській демонстрації в Стамбулі 25 жовтня. Ердоган заявив на мітингу, що ХАМАС не є терористичною організацією, а визвольною.
Ізраїльська армія оприлюднила відео із затриманими бойовиками ХАМАСу, які підтверджували використання найбільшої лікарні в секторі Газа в своїх цілях. За даними одного з них, під лікарнею Шифа є підземні рівні, куди ХАМАС перевозить вибухівку, зброю, їжу та медичне обладнання. США заявили Ізраїлю, що припинять постачання гвинтівок, якщо їх продовжуватимуть роздавати цивільним особам на політичних заходах.
Влада Ізраїлю заявила про плани відмовлятися від зв'язку Starlink після заяв засновника Ілона Маска, що Starlink допомагатиме міжнародним організаціям у Секторі Газа.

### 29 жовтня
Ізраїль відновив постачання води до Сектору Гази. Президент Ірану Ібрагім Раїсі заявив що Ізраїль перейшов «червоні лінії» почавши напад на Сектор Газа:
Вашингтон просить у нас нічого не робити, але вони самі надають широкомасштабну підтримку Ізраїлю. США надіслали повідомлення «Осі опору», але отримали чітку відповідь на полі бою.
"Вісь опору" — це сили на Близькому Сході, які підтримують Іран.Зокрема ідеться про ХАМАС та Хезболлу.
 

Близько 14 000 цивільних осіб знайшли притулок у лікарні або поблизу неї. Агентство «Ассошіейтед Прес» повідомило, що ізраїльські повітряні удари зруйнували дороги, які ведуть до лікарні «Аш-Шифа», через що дістатися туди стає дедалі важче.

### 30 жовтня
ЦАХАЛ оприлюднив дані про втрати у живій силі, згідно з ними, Ізраїль станом на цей день втратив 311 військовослужбовців.
Прем'єр-міністр Ізраїлю Біньямін Нетаньяху оголосив про початок проведення третьої фази воєнної операції проти угруповання ХАМАС. Вона передбачає розширення наземного проникнення у Сектор Газа. «Ми поставили перед собою чітку мету: знищити військовий та режимний потенціал ХАМАСу. Ми робимо це системно», — заявив Нетаньяху.
ЦАХАЛ заблокував дорогу Салах ад-Дін, яка є головною магістраллю, що з'єднує північну та південну частини сектора Газа. Крім того, ізраїльські танки були помічені в районі Зейтун міста Газа. Свідки повідомили, і відео показало, як ізраїльський танк обстріляв таксі з білим прапором на даху, яке намагалося розвернутися. Представник ЦАХАЛу сказав, що їм «не було надано жодних доказів», що транспортний засіб був цивільним, додавши, що «терористи використовують цивільну інфраструктуру, як автомобілі». Міністерство охорони здоров'я Гази пізніше повідомило, що три людини були вбиті.

### 31 жовтня
Повідомляють про два прильоти в Ашдоді на півдні Ізраїлю після удару ХАМАС. Армія Ізраїлю ліквідувала командира батальйону ХАМАСу «Центральна Джабалія» Ібрагіма Біарі. Він був одним із командирів ХАМАСу, відповідальних за те, що 7 жовтня члени елітного підрозділу «Нухби» направили членів угруповання на вторгнення в Ізраїль.

### 2 листопада
Прес-секретар ЦАХАЛу контр-адмірал Даніель Хагарі повідомив, що ізраїльські війська повністю оточили місто Газа.

### 5 листопада
ЦАХАЛ підтвердив, що розділив Сектор Гази на 2 частини

### 13 листопада
Китай, Іран та арабські країни на четвертій сесії Конференції зі створення на Близькому Сході зони, вільної від ядерної зброї та інших видів зброї масового знищення, на тлі заяв 5 листопада міністра уряду Нетаньягу Аміхая Еліягу щодо застосування ядерної бомби у Секторі Гази, закликали Ізраїль якомога швидше приєднатися до Договору про нерозповсюдження ядерної зброї як держава, що не володіє ядерною зброєю, та поставити обидва свої ядерні об'єкти під гарантії Міжнародного агентства з атомної енергії
Хамас втратив контроль над Газою Міністр оборони Ізраїлю Йоав Гарант.

### 10 грудня
За час операції Армії оборони Ізраїлю у Секторі Гази було ліквідовано понад 7 тисяч бойовиків ХАМАС, — Reuters.
За словами голови Штабу національної безпеки Ізраїлю Цахі Ханегбі, насправді кількість убитих бойовиків може бути вищою, оскільки ізраїльська сторона не знає, скільки людей можуть перебувати під завалами зруйнованих будівель або в тунелях, збудованих ХАМАСом у Газі.

### 5 січня 2024
Єменські хусити вперше з початку війни в секторі Газа застосували проти суден у Червоному морі безпілотний катер-камікадзе. Він вибухнув за дві милі від цілі.

### 7 квітня
ЦАХАЛ вивів усі свої наземні війська з південної частини сектору Газа, щоб, згідно з офіційною заявою, «відновитися та підготуватися до майбутніх операцій». У регіоні залишилася лише одна піхотна бригада. Після виведення ізраїльської армії сотні тисяч палестинців, раніше переселених у Рафах, повернулися до своїх будинків.

### Вересень
23 вересня Ізраїль оголосив про операцію «Стріли півночі» проти бойовиків «Хезболли» у Лівані.

### Січень 2025
15 січня 2025 BBC перша заявила про те, що Ізраїль і Хамас досягли угоди про припинення вогню в Газі та звільнення заручників. Самі бойові дії завершилися 19 січня 2025 року.

## Розширення конфлікту

### Західний берег ріки Йордан
19 жовтня понад 60 членів ХАМАСу були заарештовані під час нічних рейдів Ізраїлю на Західному березі річки Йордан, включаючи речника руху на Західному березі річки Йордан Хасана Юсефа.
25 жовтня на Західному березі річки Йордан палестинські нападники були обстріляні військовими за допомогою безпілотників. Повідомляється про 3 загиблих і 20 поранених.

### Ізраїльсько-ліванський кордон
8 жовтня Ліванська Хезболла оголосила про приєднання до сил ХАМАСу. О 7 годині ранку військові Хезболли заявили, що обстріляли базу ЦАХАЛ ракетами й мінометами. Ізраїль закриває туристичні об'єкти поруч із кордоном із Ліваном.
Іранські спецслужби брали участь у підготовці ХАМАСом нападу на Ізраїль. Ця робота велася протягом кількох тижнів під час зустрічей у Бейруті (Ліван), про це пише Wall Street Journal з посиланням на високопоставлених представників ХАМАСу та ліванського угруповання «Хезболла».
15 жовтня Хезболла заявила про захоплення ізраїльської військової бази на кордоні з Ліваном.
21 жовтня ЗС Ізраїлю завдали кількох авіаударів по ракетних установках Хезболли.
Вранці 23 жовтня ЦАХАЛ завдав превентивного удару дронами по військовій позиції на відрогу Хар-Дов гори Гермон на ізраїльсько-ліванському кордоні, яку запідозрили в намірі запустити протитанкові ракети в бік міста Шломі.
26 жовтня ізраїльські військові вночі продовжили бомбардування спостережного пункту і військового містечка Хезболли в Лівані.

### Сирія
Хоча офіційно ізраїльський уряд проголошує політику нейтралітету у 12-річній громадянській війні в Сирії, яка загострилася 5 жовтня з атаки невідомими БПЛА на церемонію випуску у військовій академії в місті Хомс, однак на практиці Ізраїль неодноразово обмінювався прикордонним вогнем та завдав серії повітряних ударів по об'єктах на території Сирії, які пов'язував Хезболлою та іранськими силами, присутність яких в регіоні він розглядає як загрозу. 12 жовтня Ізраїль атакував злітно-посадкові смуги в двох міжнародних аеропортах Алеппо та Дамаска, що змусило пасажирський літак з міністром закордонних справ Ірану Хосейном Аміром-Абдоллахіаном на борту, який здійснював дипломатичне турне до Сирії, Лівану, Іраку, приземлитися в Багдаді замість Дамаска. В ніч на 15 жовтня Ізраїль завдав повторного авіаудару по аеропорту Алеппо, через кілька годин після того, як його функціональність було частково відновлено. На світанку 22 жовтня ізраїльська авіація в черговий раз завдала ударів по летовищах у Дамаску й Алеппо, вивівши обидва з ладу. Загинули щонайменше двоє сирійських працівників метеорологічної служби. 25 жовтня вдень Ізраїль бомбардував вчетверте за два тижні сирійський аеропорт Алеппо, який того дня мав відкритися після ремонту. Раніше в той же день вночі ізраїльські ракети атакували сирійські військові об'єкти у південній провінції Дар'а, поблизу йорданського кордону, убивши вісім сирійських солдатів та поранивши ще семеро. Атака була націлена на 12 бронетанкову бригаду сирійської армії в Ізрі та військовий штаб у районі Карфи. Ізраїльська армія визнала авіаудари, заявивши, що вони були відповіддю на дві ракети, випущені з Сирії по колоніях на окупованих Голанських висотах.

### Червоне море
10 жовтня лідер хуситів Абдель-Малек аль-Хуті заявив, що будь-яка інтервенція Сполучених Штатів Америки в Газу призведе до інтервенції хуситів.
14 жовтня Єменське угруповання Хуситів заявило про готовність боротися за Палестину.
19 жовтня Міністерство оборони США оголосило, що есмінець USS Carney збив три крилаті ракети та вісім безпілотників, які летіли на північ над Червоним морем. Згідно з їхнім аналізом, ракети були випущені повстанцями-хуситами в Ємені та, можливо, були на шляху до ізраїльських цілей.

31 жовтня Ємен офіційно оголосив війну Ізраїлю
«Наші збройні сили завдали потужного залпу балістичних і крилатих ракет, а також великої кількості безпілотників з різних цілей в Ізраїлі. Ми продовжимо проводити більш якісні атаки з використанням ракет та безпілотників доти, доки ізраїльська агресія не припиниться», — представник збройних сил Ємену генерал Яхья Саріє Ану.
19 листопада йеменські хусити заявили про намір атакувати будь-які ізраїльські судна в Червоному морі, як з прапором Ізраїлю, так і ізраїльськими компаніями, що належать або експлуатуються. В той же день здійснили захоплення вантажного судна Galaxy Leader у Червоному морі.
18 грудня у Червоному морі оголошена військова операція Операція «Вартовий процвітання» для захисту торгових суден від обстрілів хуситів.

### Військова присутність США
8 жовтня, як повідомляє NBC, Збройні сили США планують перемістити кораблі ВМС США та військові літаки США ближче до Ізраїлю на знак підтримки. Міністр оборони США Ллойд Остін заявив, що доручив здійснити ряд кроків для посилення позицій Пентагону в близькосхідному регіоні з метою зміцнення регіональних зусиль зі стримування агресії. Він віддав наказ про переміщення авіаносної ударної групи ВМС США «Gerald R. Ford» до Східного Середземномор'я. До групи входять авіаносець ВМС США «Gerald R. Ford» (CVN-78), крейсер керованих ракет класу «Тікондерога», «Normandy» (CG 60), а також есмінці класу «Arleigh-Burke», «Thomas Hudner» (DDG 116), «Ramage» (DDG 61), «Carney» (DDG 64) і «Roosevelt» (DDG 80). Також Пентагон здійснив кроки з посилення ескадрилій винищувачів ВПС США F-35, F-15, F-16 і A-10 в регіоні.
14 жовтня Міністр оборони США Ллойд Остін оголосив про розгортання другої авіаносної ударної групи з авіаносцем «Дуайт Ейзенхауер» на чолі ескадри у Східному Середземномор'ї для забезпечення вогневої підтримки військових операцій у регіоні.

## Жертви
| Країна          | Загиблі | Захоплені  | Пропалі  |
| --------------- | ------- | ---------- | -------- |
| США             | 32      | Невідомо−2 | 13       |
| Таїланд         | 30      | 17         | 14       |
| Франція         | 30      | Невідомо   | 11       |
| Україна         | 25      | Невідомо   | 1        |
| Росія           | 19      | 2          | 7        |
| Непал           | 10      | 17         | 1        |
| Аргентина       | 9       | Невідомо   | 20       |
| Португалія      | 9       | 0          | 3        |
| Ліван           | 8       | 0          | 0        |
| Ефіопія         | 7       | 0          | 0        |
| Велика Британія | 6       | Невідомо   | 10       |
| Канада          | 6       | Невідомо   | 2        |
| Румунія         | 5       | 1          | 2        |
| Чилі            | 4       | 1          | 0        |
| Філіппіни       | 4       | Невідомо   | 2        |
| Австрія         | 4       | Невідомо   | 1        |
| КНР             | 4       | 0          | 2        |
| Білорусь        | 3       | Невідомо   | 1        |
| Бразилія        | 3       | Невідомо   | 0        |
| Туреччина       | 3       | Невідомо   | Невідомо |
| Перу            | 2       | Невідомо   | 5        |
| Парагвай        | 2       | Невідомо   | 2        |
| Колумбія        | 2       | Невідомо   | Невідомо |
| ПАР             | 2       | Невідомо   | Невідомо |
| Сирія           | 2       | 0          | 0        |
| Німеччина       | 1       | 5          | Невідомо |
| Шрі-Ланка       | 1       | 2          | 2        |
| Іспанія         | 1       | 1          | 0        |
| Італія          | 1       | Невідомо   | 2        |
| Австралія       | 1       | Невідомо   | Невідомо |
| Азербайджан     | 1       | Невідомо   | Невідомо |
| Гондурас        | 1       | Невідомо   | Невідомо |
| Ірландія        | 1       | Невідомо   | Невідомо |
| Швейцарія       | 1       | Невідомо   | Невідомо |
| Естонія         | 1       | 0          | 0        |
| Казахстан       | 1       | 0          | 0        |
| Камбоджа        | 1       | 0          | 0        |
| Латвія          | 1       | 0          | 0        |
| Литва           | 1       | 0          | 0        |
| Мексика         | 0       | 2          | 0        |
| Данія           | 0       | 1          | 0        |
| Сербія          | 0       | 1          | 0        |
| Танзанія        | 0       | 0          | 2        |

Згідно зі звітом від 9 жовтня 2023 року, близько сорока іноземців загинули в операціях, проведених бойовиками ХАМАС проти Ізраїлю. Згодом кількість загиблих зросла до понад сотні. Станом на 9 жовтня 2023 року, 1500 бойовиків ХАМАСу було вбито армією Ізраїлю.
За даними уряду Ізраїлю станом на 1 листопада 2023 року щонайменше 1400 осіб вважаються загиблими, із них 1138 опізнано та їх імена оприлюднені, включаючи 826 цивільних осіб та поліцейських (з яких 31 дитина) та 315 солдатів ЦАХАЛу. Серед загиблих 331 солдат ЦАХАЛу (у тому числі 10 членів Шабак) та 58 поліцейських. Cеред них 243 іноземці або особи з множинним громадянством; Щонайменше 5400 осіб поранених, 40 пропалих та зниклих. Уряд Ізраїлю також заявив про понад 1000 загиблих палестинців з близько 2500 цивільних та бойовиків, які проникли в Ізраїль, решта 1500 осіб пізніше повернулися до сектору Гази.
За даними Міністерства охорони здоров'я Гази станом на 1 листопада 2023 року в секторі Гази щонайменше 8805 осіб вважаються загиблими, включаючи 3648 дітей та 2290 жінок; 22240 особи поранені; більше 2000 — пропалих та зниклих, у тому числі більше 1100 дітей. Оприлюднені імена 6747 палестинців.
За даними Міністерства охорони здоров'я Палестини станом на 1 листопада 2023 року на західному березі річки Йордан 128 загиблих, включаючи 35 дітей, та 2274 поранених.
За даними Сирійської обсерваторії з прав людини станом на 26 жовтня 2023 року в Сирії налічується 16 загиблих, включаючи 2 цивільних та 14 солдат, а також 12 поранених, включаючи 5 цивільних та 7 солдат.
За даними МЗС України в Ізраїлі загинули 21 громадян України. Одна людина вважається зниклою безвісти. У секторі Гази — четверо загиблих, серед яких троє дітей, і шестеро поранених. Більшість із них мали подвійне громадянство та будуть поховані в Ізраїлі, тому що там живуть їхні сім'ї.
|           | 7    | 8    | 9    | 10   | 11   | 12   | 13   | 14   | 15   | 16   | 17   | 18    | 19    | 20    | 21    | 22    | 23    | 24    | 25    | 26    | 27    | 28    | 29    | 30    | 31    | 1     |
| --------- | ---- | ---- | ---- | ---- | ---- | ---- | ---- | ---- | ---- | ---- | ---- | ----- | ----- | ----- | ----- | ----- | ----- | ----- | ----- | ----- | ----- | ----- | ----- | ----- | ----- | ----- |
| Ізраїль   | 70   | 677  | 900  | 1000 | 1200 | 1300 | 1300 | 1300 | 1300 | 1300 | 1300 | ~1400 | ~1400 | ~1400 | ~1400 | ~1400 | ~1400 | ~1400 | ~1400 | ~1400 | ~1400 | ~1400 | ~1400 | ~1400 | ~1400 | ~1400 |
| Ізраїль   | +70  | +607 | +223 | +100 | +200 | +100 | —    | —    | —    | —    | —    | +100  | —     | +1    | —     | —     | +1    | —     | —     | —     | —     | —     | —     | —     | +3    | +10   |
| Палестина | 201  | 413  | 687  | 849  | 1026 | 1450 | 1943 | 2282 | 2726 | 2866 | 3061 | 3542  | 3864  | 4219  | 4469  | 4742  | 5182  | 5886  | 6649  | 7131  | 7434  | 7812  | 8120  | 8430  | 8648  | 8933  |
| Палестина | +201 | +212 | +274 | +162 | +177 | +424 | +493 | +339 | +444 | +140 | +195 | +481  | +322  | +355  | +250  | +273  | +440  | +704  | +763  | +482  | +303  | +378  | +308  | +310  | +218  | +285  |

### Ізраїль
Ізраїльське агентство Magen David Adom (MDA) спочатку повідомило, що щонайменше одна жінка загинула, а ще 16 людей отримали поранення внаслідок ракетних ударів двоє з них у критичному стані. Пізніше ізраїльська влада повідомила про щонайменше 100 вбитих та понад 900 осіб, які отримали поранення. Після нападу в райони, що оточують Сектор Гази, були направлені бригади швидкої допомоги, 77 із яких мали пацієнтів у критичному стані. Повідомляється про щонайменше одного загиблого серед цивільного населення в Тель-Авіві та трьох поранених в Ашкелоні та Явне. Дев'ять людей були смертельно поранені на автобусній зупинці в Сдероті. У Кусейфе загинули щонайменше чотири людини. Голова регіональної ради Шаар Ха-Негев Офір Лібштейн також загинув під час перестрілки з бойовиками. Начальник поліції Рахату Джаяр Давидов був убитий. Серед підтверджених загиблих ЦАГАЛЮ був полковник Йонатан Штейнберг, командир бригади Нахаль, який був убитий біля Керем Шалом. Повідомлялося про щонайменше 68 жертв в Ашкелоні, у Беер-Шеві — про 280 осіб, 60 з яких перебували у важкому стані. Десятки тіл також були виявлені на місці музичного фестивалю на природі в Реїмі під час серії боїв за Реїм.

### Сектор Газа
Після авіаударів Ізраїлю у відповідь міністерство охорони здоров'я Палестини в Газі повідомило про невизначену кількість поранених серед «багатьох громадян». Пізніше було сказано, що 256 палестинців вбиті, ще 1788 отримали поранення. Юсеф Абу аль-Ріш, вищий палестинський чиновник охорони здоров'я в Газі, заявив, що більшість жертв були в результаті перестрілок в Ізраїлі. Репортери Associated Press у секторі Гази бачили, як похоронили 15 жертв і вісім інших тіл були в лікарнях. Повідомляється, що принаймні одна людина загинула в результаті авіаудару по індонезійській лікарні на півночі Гази. Четверо палестинців були вбиті та ще п'ятеро отримали поранення під час зіткнень з ЦАХАЛом уздовж паркану по периметру Гази. У Сдероті було вбито п'ятьох палестинських бойовиків. Палестинські ЗМІ заявили, що медсестра та водій швидкої допомоги були вбиті під час ізраїльських ударів по двох лікарнях, та що кілька осіб стали жертвами обстрілу ізраїльським літаком машини швидкої допомоги перед лікарнею Нассера в Хан-Юнісі; за заявами фельдшер перебуває у важкому стані. Окрім цього повідомляється, що десять мирних жителів загинули в результаті удару по житловому будинку в районі Шабора в Рафаху. Міністерство охорони здоров'я Палестини повідомляє про 370 убитих і 2200 поранених у секторі Гази.

## В'язні
7 жовтня в рамках операції «Потоп (повінь) аль-Акса» в Ізраїлі палестинські бойові угруповання на чолі з Хамас полонили чи взяли в заручники та вивезли до Гази щонайменше 248 людей, включаючи понад 120 цивільних, з яких 32 дитини, 24 іноземці та 28 осіб з множинним громадянством. 80 інтернованих осіб пізніше обміняно, 29 звільнені, 1 військовий врятований, а щонайменше 57 осіб загинули внаслідок ізраїльських авіаударів, 3 тіла ідентифіковані.
З 7 жовтня, переважно під час нічних армійських рейдів на окупованому Західному березі річки Йордан та в Східному Єрусалимі, Ізраїль заарештував та ув'язнив близько 3000 палестинців, включаючи 145 дітей, 95 жінок та 37 журналістів. З них приблизно 1200 осіб адміністративно затриманих без звинувачення та суду. До 7 жовтня в мережі в'язниць та центрів ув'язнення в Ізраїлі та на окупованих ним територіях перебувало близько 5200 палестинців, у тому числі щонайменше 170 дітей, 33 жінки та понад 1000 «адміністративно затриманих», які утримуються під вартою безстроково без пред'явлення звинувачень. Більшість ув'язнені за дрібні правопорушення, наприклад, за звинуваченнями у киданні каміння, що карається максимальним покаранням у 20 років. Деякі палестинці ув'язнені за участь чи організацію протестів, друк чи розповсюдження політичних матеріалів, розмахування прапорами чи іншою політичною символікою, нелегальний в'їзд до Ізраїлю без дозволу, спілкування чи демонстрацію симпатії до «ворожих» чи невідомих організацій тощо. Загалом з 1967 року, коли Ізраїль анексував Східний Єрусалим, окупував Смугу Газа та Західний берег, ізраїльська окупаційна влада ув'язнила близько мільйона палестинців, включаючи десятки тисяч дітей. Нині Палестина має найвищий рівень ув'язнених у всьому світі, кожен п'ятий палестинець в різний час був заарештований та звинувачений згідно з 1600 ізраїльськими військовими наказами, які контролюють усі аспекти життя палестинців в Палестині.
В рамках домовленості, досягнутої між Ізраїлем, США та Хамас, за посередництва Катару та Єгипту, ввечері 20 жовтня звільнено з «гуманітарних міркувань» перших двох заручників, американсько-ізраїльських громадян, 59-річну Джудіт Раанан та її 17-річну доньку Наталі з Еванстону, штат Іллінойс, яких вивезли 7 жовтня з кібуцу Нахаль-Оз. Допомогу у транспортуванні заручниць до єгипетсько-палестинського кордону надав Міжнародний комітет Червоного Хреста. Звідти їх доставили на ізраїльську військову базу в центрі країни, де вони мали возз'єднатися з членами родини.
Ввечері 23 жовтня «через гуманітарні причини та стан здоров'я» звільнено ще двох ізраїльтянок, 79-річну Нуріт Купер та 85-річну Йохевед Ліфшиць, які разом із їхніми чоловіками були вивезені 7 жовтня зі своїх домівок у кібуці Нір-Оз спочатку до міста Абасан аль-Кабіра, неподалік по інший бік лінії демаркації, а згодом переміщені у невідоме місце. Їхніх чоловіків 83 та 84 років не відпустили. Передача жінок відбулася опосередковано через представників Червоного Хреста та територію Єгипту ізраїльським військовим, які потім доставили їх до медичного закладу для обстеження. Публічна інформація про їх повернення з'явилася ще 21 жовтня, коли Абу Обайда, речник бригад аль-Кассама, збройного крила Хамас, заявив, що посереднику Катару завчасно повідомили про намір звільнити ізраїльтянок напередодні, коли були звільнені американські євреї, але Ізраїль відмовився їх прийняти. Ізраїль назвав це пропагандою, тоді як Катар утримався від коментарів.
В ніч на 29 жовтня агенти Шабак, одягнені в традиційний арабський одяг, проникли до квартири в таборі біженців аль-Шаті та визволили ізраїльського солдата, 19-річну Орі Мегідіш, яку утримували одну двоє наглядачів. Рядова Мегідіш здалася в полон 7 жовтня, після того, як Хамас штурмом оволодів військовою базою Нахаль-Оз, де вона несла службу спостерігачем дистанційно керованих веж, зведених в ізраїльському роз'єднувальному бар'єрі.
| Дата         | Ізраїльтяни | Ізраїльтяни | Ізраїльтяни | Палестинці | Палестинці |
| Дата         | Діти        | Жінки       | Чоловіки    | Діти       | Жінки      |
| ------------ | ----------- | ----------- | ----------- | ---------- | ---------- |
| 24 листопада | 4           | 9           | –           | 17         | 22         |
| 25 листопада | 7           | 6 + 2       | –           | 33         | 4          |
| 26 листопада | 9           | 4           | –           | 39         | –          |
| 27 листопада | 8           | 3 + 3       | –           | 30         | –          |
| 28 листопада | 1           | 9 + 15      | –           | 15         | –          |
| 29 листопада | 2           | 7 + 7       | 3           | 16         | 7          |
| 30 листопада | 1           | 6 + 8       | 1           | 22         | –          |
| Всього:      | 32          | 44 + 35     | 4           | 172        | 33         |
| Всього:      | 80 + 35     | 80 + 35     | 80 + 35     | 205        | 205        |

22-23 листопада Ізраїль й Хамас, за посередництва Катару, Єгипту та США, досягли домовленості щодо тимчасового припинення вогню та поетапного звільнення 150 палестинських дітей та жінок, які перебували у в'язницях Ізраїлю, в обмін на 50 ізраїльських дітей та жінок, ув'язнених в Газі, рівними групами протягом чотирьох днів, починаючи з 24 листопада. Рамкова угода була першим результатом переговорів, що почалися після того, як 28 жовтня лідер уряду Хамасу у секторі Гази Яхья Сінвар висловив готовність до обміну полоненими за формулою «всіх на всіх», але Ізраїль тоді відхилив пропозицію. 27 листопада досягнуто угоди про продовження чотириденної паузи у бойових діях на наступні дві доби та додатковий обмін полоненими у форматі «20 на 60», а 30 листопада «режим тиші» оголошено до кінця доби та обмін «10 на 30». Упродовж тижня Ізраїль звільнив зі своїх в'язниць 240 арабів, зокрема 172 палестинські дитини та 68 жінок, у тому числі понад 30 ізраїльських арабів, майже усі з них затримані після 7 жовтня, переважна більшість без пред'явлення звинувачень, в обмін на 80 ізраїльтян, відпущених Хамасом: 32 дитини, 44 жінки, включаючи 16 осіб похилого віку, та 4 чоловіків, одному з яких виповнилося 18 років під час ув'язнення.
На звільнених палестинців, які разом земляками на вулицях Палестини стихійно святкують своє звільнення, ізраїльська влада наклала штраф у 18700 доларів США.
В рамках окремої угоди з ASEAN за посередництва Ірану протягом 24-29 листопада звільнено 24 гастарбайтери без будь-яких умов: 23 тайці та філіппінця.
26 листопада «у відповідь на зусилля президента Росії Володимира Путіна та на знак визнання позиції Росії щодо підтримки Палестини» було звільнено чоловіка, нащадка репатріантів із Радянського Союзу. Того ж дня в Москву прибули члени інших сімей ізраїльтян з російським громадянством, що утримуються Хамасом у заручниках.

## Гуманітарна ситуація
З 21 жовтня частково послаблені обмеження на рух вантажів до обложеного анклаву Палестини. Вранці перший конвой невідкладної гуманітарної допомоги з 20 вантажівок, після перевірки на ізраїльському КПП Ніцана, перетнув єгипетсько-палестинський кордон через контрольно-пропускний пункт Рафах, де застрягли 200 вантажівок із 3 тисячами тонн допомоги ООН та гуманітарних партнерів. Їхній вантаж, що включав воду, їжу, ліки та медичне приладдя, передано палестинському Червоному Півмісяцю для перерозподілу між лікарнями та притулками БАПОР. Безпечне пересування конвою стало можливим завдяки угоді про розблокування постачання допомоги через кордон із Газою, досягнутій 18-20 жовтня між Ізраїлем, Єгиптом та США, які зобов'язалися дотримуватися «гарантії безпеки». Впродовж першого тижня доставлено 84 вантажівки товарів, включаючи 34 фури з харчами, 11 – водою та 28 – медичними товарами, що виявилося недостатнім для подолання гуманітарної кризи, яка виникла в регіоні з близько 2,3 мільйоним населенням. До початку військових дій щодня в Газу в'їжджало в середньому 500 вантажівок.
З 1 листопада, відповідно до угоди, укладеної між Ізраїлем, Єгиптом та Хамасом, за посередництва США та Катару, розпочато щонайменше двотижневу евакуацію з зони бойових дій близько 7500 палестинців, які потребують медичної допомоги та іноземних громадян з понад 60 країн, включаючи їхніх утриманців, чиї імена попередньо погоджено урядами Ізраїлю та Єгипту. Евакуацію заплановано через КПП Рафах в обмежені в часі періоди по близько 500 осіб на добу за маршрутом до аеропорту Ель-Аріш. В першу групу, що залишили обложену смугу Гази, увійшли 335 власників іноземних паспортів з восьми країн, переважно з подвійним громадянством, 76 тяжкопоранених пацієнтів, які прямували до єгипетських лікарень, та деякі співробітники гуманітарних організацій, у тому числі «Лікарів без кордонів», Міжнародного комітету Червоного Хреста та Агентства ООН у справах палестинських біженців.
У період з 7 листопада по 8 грудня Україна евакуювала із сектору Гази 304 громадянина України та 11 власників іноземних паспортів, серед врятованих двоє людей з пораненнями, онкохвора та вагітна. Загалом з близько пів тисячі українців, які перебували у Секторі Гази, на сайті посольства зареєструвалися для евакуації більше ніж 350 громадян. 6 листопада, вперше з 14 жовтня, коли МЗС Ізраїлю з незрозумілих причин відкликало дозвіл на евакуацію із сектору Гази 243 українців за 2 години до початку, погоджено виїзд для 101 людини, а ввечері наступного дня додатково ще для 228 чоловік. 7 листопада Газу залишила перша група з 43 громадян України через прикордонний пункт Рафах, де їх зустріли дипломатичні представники України. Ще 160 українських біженців виїхали до Єгипту 9 листопада, а 11 осіб — 11 листопада, після чого 145 українців та 10 іноземців були доставлені спецрейсом PQ 3118 авіакомпанії SkyUp Airlines з Каїра до Кишинева, де був організований автобусний трансфер до Одеси.

## Місія ООН
| Підтримали (121) Відхилили (14) Утрималися (44) | Відсутні (14) Не члени |

| Підтримали (153) Відхилили (10) Утрималися (23) | Відсутні (7) Не члени |

| Документ, тема | Результат голосування |
| Резолюції Ради Безпеки ООН | Резолюції Ради Безпеки ООН |
| --- | --- |
| Проєкт рішення S/2023/772 щодо ситуації на Близькому Сході, включаючи палестинське питання, який спільно подали 26 країн (Бангладеш, Бахрейн, Білорусь, Венесуела, Джибуті, Еритрея, Єгипет, Ємен, Зімбабве, Індонезія, Йорданія, Катар, Кувейт, Ліван, Мавританія, Малайзія, Малі, Мальдіви, Нікарагуа, Об'єднані Арабські Емірати, Оман, Пакистан, Росія, Саудівська Аравія, Судан та Туреччина) | Не прийнято (16.10.2023): 5 підтримали, 4 відхилили, 6 утрималися |
| Проєкт рішення S/2023/773, поданого Бразилією - зі змінами S/2023/775, запропонованими Росією - зі змінами S/2023/776, запропонованими Росією | Не прийнято (18.10.2023): 12 підтримали, 1 відхилили (накладено вето США), 2 утрималися - не враховано (18.10.2023): 6 підтримали, 1 відхилили, 8 утрималися - не враховано (18.10.2023): 7 підтримали, 1 відхилили, 7 утрималися |
| Проєкт рішення S/2023/792, поданого США | Не прийнято (25.10.2023): 10 підтримали, 3 відхилили (накладено вето КНР та РФ), 2 утрималися |
| Проєкт рішення S/2023/795, поданого Росією | Не прийнято (25.10.2023): 4 підтримали, 2 відхилили, 9 утрималися |
| Проєкт рішення S/2023/876, поданого Мальтою (резолюція S/RES/2712 (2023)) | Прийнято (15.11.2023): 12 підтримали, 0 відхилили, 3 утрималися |
| Проєкт рішення S/2023/970, поданого ОАЕ | Не прийнято (08.12.2023): 13 підтримали, 1 відхилили (накладено вето США), 1 утрималися |
| Проєкт рішення S/2023/1029, поданого ОАЕ (резолюція S/RES/2720 (2023))- зі змінами S/2023/1030, запропонованими Росією | Прийнято (22.12.2023): 13 підтримали, 0 відхилили, 2 утрималися- не враховано (22.12.2023): 10 підтримали, 1 відхилили (накладено вето США), 4 утрималися                                                                         |
| Резолюції Генеральної Асамблеї ООН | |
| Захист цивільних осіб та дотримання правових й гуманітарних зобов'язань (документ A/ES-10/L.25) | Пленарне засідання (27.10.2023): 121 підтримали, 14 відхилили, 44 утрималися |
| Ризик розповсюдження ядерної зброї на Близькому Сході (документ A/C.1/78/L.2) | Перший комітет (27.10.2023): 146 підтримали, 6 відхилили, 28 утрималися Пленарне засідання (04.12.2023): 151 підтримали, 6 відхилили, 27 утрималися                                                                               |
| Нафтова пляма на ліванському узбережжі (документ A/C.2/78/L.21) | Другий комітет (09.11.2023): 158 підтримали, 7 відхилили, 6 утрималися Пленарне засідання (19.12.2023): 164 підтримали, 7 відхилили, 6 утрималися                                                                                 |
| Постійний суверенітет палестинського народу окупованої палестинської території, включаючи Східний Єрусалим та арабське населення на окупованих сирійських Голанах над своїми природними ресурсами (документ A/C.2/78/L.44) | Другий комітет (09.11.2023): 151 підтримали, 6 відхилили, 11 утрималися Пленарне засідання (19.12.2023): 158 підтримали, 6 відхилили, 13 утрималися                                                                               |
| Право палестинського народу на самовизначення (документ A/C.3/78/L.24) | Третій комітет (10.11.2023): 168 підтримали, 5 відхилили, 9 утрималися Пленарне засідання (19.12.2023): 172 підтримали, 4 відхилили, 10 утрималися                                                                                |
| Операції Близькосхідного агентства Організації Об'єднаних Націй для допомоги палестинським біженцям та організації робіт (документ A/C.4/78/L.10) | Четвертий комітет (09.11.2023): 160 підтримали, 4 відхилили, 7 утрималися Пленарне засідання (07.12.2023): 165 підтримали, 4 відхилили, 6 утрималися                                                                              |
| Допомога палестинським біженцям (документ A/C.4/78/L.11) | Четвертий комітет (09.11.2023): 161 підтримали, 1 відхилили, 11 утрималися Пленарне засідання (07.12.2023): 168 підтримали, 1 відхилили, 10 утрималися                                                                            |
| Майно палестинських біженців та одержувані з нього доходи (документ A/C.4/78/L.12) | Четвертий комітет (09.11.2023): 156 підтримали, 6 відхилили, 8 утрималися Пленарне засідання (07.12.2023): 163 підтримали, 5 відхилили, 9 утрималися                                                                              |
| Діяльність Спеціального комітету з розслідування дій Ізраїлю, що зачіпають права людини щодо палестинського народу та інших арабів на окупованих територіях (документ A/C.4/78/L.13) | Четвертий комітет (09.11.2023): 85 підтримали, 13 відхилили, 72 утрималися Пленарне засідання (07.12.2023): 86 підтримали, 12 відхилили, 75 утрималися                                                                            |
| Окуповані сирійські Голани (документ A/C.4/78/L.14) | Четвертий комітет (09.11.2023): 146 підтримали, 2 відхилили, 23 утрималися Пленарне засідання (07.12.2023): 151 підтримали, 2 відхилили, 23 утрималися                                                                            |
| Ізраїльські поселення на окупованій палестинській території, включаючи Східний Єрусалим, та окупованих сирійських Голанах (документ A/C.4/78/L.15) | Четвертий комітет (09.11.2023): 145 підтримали, 7 відхилили, 18 утрималися Пленарне засідання (07.12.2023): 149 підтримали, 6 відхилили, 19 утрималися                                                                            |
| Сирійські Голани (документ A/78/L.10) | Пленарне засідання (28.11.2023): 91 підтримали, 8 відхилили, 62 утрималися |
| Допомога палестинському народу (документ A/78/L.22) | Пленарне засідання (08.12.2023): прийнятий консенсусом |
| Захист цивільних осіб та дотримання правових й гуманітарних зобов'язань (документ A/ES-10/L.27) | Пленарне засідання (12.12.2023): 153 підтримали, 10 відхилили, 23 утрималися |

27 жовтня 2023 року у штаб-квартирі ООН у Нью-Йорку під час відновленої 10-ї надзвичайної спецсесії Генеральна Асамблея ООН кваліфікованою більшістю голосів закликала до негайного та тривалого «гуманітарного перемир'я» між ізраїльськими силами та бойовиками Хамас у Газі, а також вимагала доступу допомоги до обложеного сектора Гази та захисту мирних жителів. Резолюцію, запропоновану Йорданією та ще більш ніж 45 країнами-членами ООН, підтримали 120 держав, 14 делегацій виступили проти, 45 утрималися. Пізніше Ірак, поскаржившись на технічні труднощі, виправив свій голос, тож остаточний результат склав 121 голос «за» та 44 «утрималися». А очолювана Канадою спроба внести поправки до резолюції, не спромоглася набрати необхідної більшості у дві третини, отримавши 88 голосів підтримки, 55 «проти» та 23 нейтральних. Це перший випадок, коли ООН дійшла спільного погляду на вирішення близькосхідної кризи після того, як чотири попередні спроби Ради Безпеки вжити заходів провалилися через відсутність консенсусу між націями. Документ має назву « Захист цивільних осіб та дотримання правових й гуманітарних зобов'язань», не є обов'язковим, але має політичну вагу, враховуючи посилення геополітичної напруженості, оскільки Ізраїль розширив наземні операції та посилив свою кампанію бомбардувань. 12 грудня Генасамблея ООН більшістю голосів (153 «за», 10 «проти», 23 «утрималися») повторила вимогу щодо «захисту цивільних осіб та дотримання правових й гуманітарних зобов'язань» прийняттям резолюції, яка значною мірою відтворювала резолюцію, заблоковану в Раді Безпеки 8 грудня, а дві поправки від Австрії та США із засудженням однієї сторони та виправданням іншої міжнародна спільнота відкинула під час дебатів перед голосуванням.
15 листопада 2023 року Рада Безпеки ООН 12 голосами ухвалила резолюцію 2712, внесену Мальтою (як головою робочої групи з питань дітей та збройних конфліктів), із закликом до термінової та тривалої «гуманітарної паузи» у Газі на достатній час аби забезпечити доставку допомоги, пошук зниклих безвісти та медичну евакуацію, захисту мирних жителів та цивільної інфраструктури, а також негайного та безумовного звільнення заручників. США, Велика Британія утрималися від голосування через відсутність згадки про «засудження атаки Хамасу», а Росія наполягала на припиненні вогню, однак її поправку Рада відхилила: 5 «за», 1 «проти», 9 «утрималися». Схвальне голосування Ради Безпеки з ізраїльсько-палестинського питання відбулося вперше з кінця 2016 року та після початку нового раунду конфлікту з 7 жовтня. Жоден із раніше представлених проєктів резолюцій не був прийнятий, оскільки не набирав достатньої кількості голосів, або через застосування права вето: 18 жовтня США використали своє право вето, щоб заблокувати бразильську резолюцію, в якій, за словами посла США Лінди Томас-Грінфілд, не згадувалося «право Ізраїлю на самооборону» на окупованих територіях, а 25 жовтня Китай та Росія наклали вето на проєкт американської резолюції за текст, який не включав вимогу про негайне припинення Ізраїлем примусового переміщення цивільних з північної частини Гази. Остаточний проєкт, зміг подолати серйозні розбіжності, які завадили Раді прийняти чотири попередні резолюції, заміною формулювань на кшталт: від «вимог» та «припинення вогню» до «закликів» щодо «гуманітарної паузи» тощо. Резолюції Радбезу ООН є юридично обов'язковими, але на практиці Ізраїль щонайменше 32 рази проігнорував попередні вимоги Ради щодо дій.
Під час війни з Хамасом в Газі Ізраїль неодноразово вступав у конфлікт з ООН. 25 жовтня посол Ізраїлю Ґілад Ердан висловив погрозу призупинити видачу віз співробітникам ООН та зажадав, щоб голова ООН Антоніу Гутерреш пішов у відставку через його зауваження про порушення Ізраїлем міжнародних норм. Особливої критики зазнала заява Гутерріша, що нинішню кризу слід розглядати в контексті регіональних конфліктів, що тривають понад півстоліття, відповідь Ізраїлю була як запереченням, так і обуренням. А той факт, що саме Нетаньяху спочатку сприяв становленню Хамасу, щоб послабити палестинську владу, був явно забутий. Першу політично вмотивовану відмову у перетині кордону на повторний в'їзд в Ізраїль отримав Заступник Генерального секретаря з гуманітарних питань і координатор надзвичайної допомоги Мартін Гріффітс напередодні свого візиту до Ізраїлю та Палестини, втім менше ніж через тиждень під тиском світової громадської думки в'їзну візу схвалили. 1 грудня Ізраїль звинуватив в упередженості заступника UNSCO Лінн Гастінгс та відмовився продовжувати їй ізраїльську візу після закінчення терміну дії в грудні, а 6 грудня достроково анулював візу через заяву Гастінгс, що «для доставки допомоги жителям Гази не існує умов», маючи на увазі вимоги, які висуває уряд Ізраїлю всупереч міжнародному гуманітарному праву.
8 грудня 2023 року ООН оголосила про загибель у Газі внаслідок ізраїльських бомбардувань 133 співробітників Близькосхідного агентства ООН для допомоги палестинським біженцям та організації робіт, частина з них загинули зі своїми родинами. Це найбільша втрата гуманітарних працівників в історії організації.
24 травня 2024 року Міжнародний суд ООН у Гаазі ухвалив рішення, що Ізраїль має припинити військові дії в місті Рафах на півдні сектору Газа.

## Міжнародна реакція
Війна Ізраїлю та Хамас у 2023 році викликала протести, демонстрації та пікети по всьому світу. Учасники вшановували загиблих, висловлювали свою солідарність з Ізраїлем та Палестиною, вимагали двостороннього припинення вогню, припинення блокади сектора Гази, незалежність Палестини від Ізраїлю, повернення Хамасом ізраїльських заручників та полонених, протест проти воєнних злочинів, надання гуманітарної допомоги сектору Гази тощо.

### Підтримка Ізраїлю
- Австралія: Міністерка закордонних справ Пенні Вонг заявила, що «Австралія однозначно засуджує атаки ХАМАСу на Ізраїль, включно з невибірковими ракетними обстрілами міст і цивільних осіб»[556]. Посол Австралії в Ізраїлі Ральф Кінг додав, що «рішуче» засуджує «смертельні ракетні атаки й проникнення терористів до Ізраїлю з Гази», і що «Ізраїль має право захищатися від такої агресії»[557].
- Австрія: Федеральний канцлер Карл Негаммер рішуче засудив терористичну атаку ХАМАСу на Ізраїль, додавши що «безпека Ізраїлю не підлягає обговоренню для Австрії». Міністр закордонних справ Александер Шалленберг заявив що «Ізраїль має право захищатися від такого безглуздого терору» і що «Австрія твердо солідарна з нашими ізраїльськими партнерами»[558].
- Аргентина: Міністерство закордонних справ заявило, що «висловлює жаль» з приводу терористичних дій ХАМАСу проти Ізраїлю, висловлює солідарність з ізраїльським народом і надсилає співчуття постраждалим[559].
- Боснія і Герцеговина: Голова Ради міністрів Боснії і Герцеговини Боряна Кришто засудила напади як «несправедливі та жорстокі» та висловила підтримку Ізраїлю[560].
- Велика Британія: Прем'єр-міністр Ріші Сунак заявив, що він шокований нападами ХАМАСу на громадян Ізраїлю. Він додав, що «Ізраїль має абсолютне право захищатися», і сказав, що офіційні особи Великої Британії «підтримують контакт з ізраїльською владою» та порадив британським громадянам в Ізраїлі «дотримуватися порад щодо подорожей»[561]. Лідер опозиції Кейр Стармер також засудив напади та підтримав право Ізраїлю на захист[562].
- Греція: Прем'єр-міністр Кіріакос Міцотакіс рішуче засудив терористичну атаку проти Ізраїлю, яка спричинила велику кількість жертв серед цивільного населення. Він також висловив повну підтримку народу Ізраїлю та його праву на самооборону[563].
- Індія: Прем'єр-міністр Нарендра Моді заявив, що уряд Індії засуджує «терористичні атаки на Ізраїль», додавши, що вони «солідарні з Ізраїлем у цю важку годину»[564].
- Іспанія: Прем'єр-міністр Педро Санчес рішуче засудив дії ХАМАСу та назвав їх тероризмом, і закликав до негайного припинення невибіркового насильства проти цивільного населення, підтвердивши також постійну підтримку Іспанії регіональній стабільності[565].
- Італія: Міністр закордонних справ Антоніо Таяні заявив, що уряд найрішучіше засуджує напади на Ізраїль та заявив, що «під загрозою життя людей, безпека регіону та відновлення будь-якого політичного регулювання». Він також закликав ХАМАС «негайно припинити це варварське насильство» і сказав, що Італія підтримує «право Ізраїлю на існування та захист»[566].
- Канада: Прем'єр-міністр Джастін Трюдо заявив, що «Канада рішуче засуджує поточні терористичні атаки проти Ізраїлю», а також про підтримку Ізраїлю і його права захищати себе[567].
- Кіпр: Посольство Кіпру в Ізраїлі засудило напади та заявило, що Кіпр підтримує Ізраїль[568].
- Нідерланди: Прем'єр-міністр Марк Рютте сказав, що він розмовляв з прем'єр-міністром Нетаньягу про атаку ХАМАСу на Ізраїль і «сказав йому, що Нідерланди однозначно засуджують це насильство терористів і повністю підтримують право Ізраїлю на захист»[569].
- Німеччина: Канцлер Олаф Шольц сказав, що він глибоко шокований «жахливими новинами» про «ракетний обстріл із Гази та ескалацію насильства». Він також зазначив, що «Німеччина засуджує напад ХАМАСу і буде підтримувати Ізраїль»[570].
- Норвегія: Прем'єр-міністр Йонас Гар Стьоре рішуче засуджує напади на мирних жителів Ізраїлю і закликав до припинення атак."Це безпрецедентна і дуже складна ситуація. Ізраїль має право захищатися від військового нападу. Важливо уникнути подальшої ескалації насильства."[571].
- Південна Корея: Міністерство закордонних справ оприлюднило заяву, в якій говориться, що південнокорейський уряд рішуче засуджує «невибіркові атаки на Ізраїль з Гази, включаючи ракетні атаки», і закликає «негайно їх припинити»[572].
- Польща: Президент Анджей Дуда та міністр закордонних справ Збіґнєв Рау рішуче засудили напад ХАМАСу на Ізраїль. Рау заявив, що «безпідставна агресія та акти насильства, особливо проти мирного населення, неприпустимі»[573].
- Словенія: Міністерка закордонних справ Таня Файон наголосила на солідарності з Ізраїлем і сказала, що Ізраїль має право захищатися відповідно до міжнародного права[574].
- США: представниця ради нацбезпеки США, Стефані Галлетт, на офіційній твіттер-сторінці заявила: "США беззастережно засуджують неспровоковані напади терористів ХАМАСу на ізраїльських мирних жителів. Радник з нацбезпеки Салліван провів переговори з радником із нацбезпеки Ізраїлю Ханегбі, і заявив: «ми продовжуємо підтримувати тісний контакт із нашими ізраїльськими партнерами»[575]. Вона підтвердила, що Сполучені Штати підтримують Ізраїль і повністю підтримують право країни захищатися від таких терористичних актів[575]. Повідомляється, що співробітники посольства США знайшли безпечне сховище на місці[139]. «Підтримка моєю адміністрацією безпеки Ізраїлю є твердою та непохитною», — наголосив Джо Байден.[144]
- Угорщина: Прем'єр-міністр Віктор Орбан рішуче засудив напад на Ізраїль і заявив, що однозначно підтримує право Ізраїлю на самооборону. Він також висловив свою симпатію і співчуття прем'єр-міністру Нетаньяху, додавши, що «наші думки й молитви з народом Ізраїлю в ці темні години»[576].
- Україна: МЗС України написав у твітері: «Україна рішуче засуджує терористичні атаки на Ізраїль, зокрема ракетні обстріли мирного населення Єрусалима і Тель-Авіва. Ми висловлюємо підтримку Ізраїлю в його праві на захист себе і свого народу»[577].
- Франція: Президент Емманюель Макрон рішуче засудив напад і висловив повну солідарність із жертвами, їхніми родинами та близькими[578]. Посольство Франції в Ізраїлі засудило напади та назвало дії ХАМАСу «неприпустимими терористичними атаками»[579].
- Хорватія: Прем'єр-міністр Андрей Пленкович засудив атаки, назвавши їх «терористичними актами проти мирного населення» та висловив солідарність з Ізраїлем[580]. Міністр закордонних справ Гордан Грлич Радман також засудив напад і висловив солідарність з Ізраїлем[581].
- Чехія: Прем'єр-міністр Петр Фіала засудив напад та заявив, що подумки разом з невинними жертвами насильства і побажав: «нашим друзям в Ізраїлі якнайшвидшого врегулювання ситуації та здійснення їхніх амбіцій щодо життя в мирі та безпеці»[582].
- Швеція: Міністр закордонних справ Тобіас Більстрем засудив напад на Ізраїль і заявив, що уряд солідарний з усіма цивільними особами, постраждалими від нападників[583].
- Японія: Речник МЗС Японії опублікував на офіційному сайті Міністерства заяву, що країна рішуче засуджує ракетні атаки та збройні вторгнення проти Ізраїлю та висловлює співчуття родинам загиблих і щире співчуття постраждалим[584].

### Засудження Ізраїлю
- Афганістан: Міністерство закордонних справ Афганістану виступило на підтримку Палестини та назвало атаку ХАМАСу «ізраїльським порушенням» прав палестинців. У своїй заяві для преси вони заявили, що «такі події є результатом нехтування ізраїльськими сіоністами прав пригнобленого палестинського народу та повторних образ»
- Іран: Рахім Сафаве, радник верховного лідера аятоли Алі Хаменеї, привітав палестинських бійців і заявив, що Іран «стоятиме на боці палестинських бійців» до «звільнення Палестини та Єрусалиму»[585].
- Катар: МЗС оприлюднило заяву, в якій говориться, що лише Ізраїль несе відповідальність за тривалу ескалацію насильства з палестинським народом[586].
- Північна Корея: В газеті Roding Sinmun Трудової партії КНДР стверджується, що цей конфлікт є «наслідком безперервних злочинних дій Ізраїлю проти народу Палестини», а «фундаментальним» рішенням у конфлікті є «незалежна Палестинська держава»[587].
- Росія: Під час 10-ї надзвичайної спеціальної сесії з урегулювання конфлікту на Близькому Сході постійний представник від Росії в ООН Василь Небензя заявив, що Ізраїль «не має права на самооборону» і назвав країну «державою-окупантом»[588].

### Заклик до деескалації
- Ватикан: Папа Франциск закликав до припинення бойових дій в Ізраїлі та Палестині, а також закликав усіх молитись за мир[589].
- Туреччина: На з'їзді Партії справедливості та розвитку в Анкарі президент Реджеп Тайїп Ердоган закликав ізраїльтян і палестинців діяти стримано та утримуватися від ворожих дій, які можуть загострити ситуацію[590].

### Міжнародні організації
- Європейський Союз: Президентка Європейської комісії Урсула фон дер Ляєн заявила, що вона «однозначно засуджує атаку, здійснену терористами ХАМАСу проти Ізраїлю» та назвала це «тероризмом у його найпідлішій формі» і що «Ізраїль має право захищатися від таких огидних злочинів та нападів»[591]. Посол ЄС в Ізраїлі Дімітар Цанчев засудив напад[592].
- НАТО: Речник Ділан Вайт опублікував заяву, в якій засудив «терористичні атаки ХАМАСу проти Ізраїлю, як партнера НАТО», і додав що «Ізраїль має право захищатися»[593].

## Наслідки
Дії Хамас мали значний вплив на дипломатичні зусилля, потенційно зірвавши укладену за посередництва США угоду між Ізраїлем та Саудівською Аравією. The New York Times зазначає, що перспективи нормалізації ізраїльських і саудівських відносин здаються менш імовірними через занепокоєння щодо ескалації ситуації та прав палестинців. 14 жовтня Саудівська Аравія призупинила переговори про можливу нормалізацію відносин з Ізраїлем.
Несподіваний напад Хамасу на Ізраїль призвів до посилення неприязні до прем'єр-міністра Ізраїлю Біньяміна Нетаньяху та уряду з боку ізраїльських громадян через очевидну невдачу ізраїльської розвідки, з почастішанням закликів до відставки Нетаньягу.
Україна висловила занепокоєння, що Росія може використовувати військовий конфлікт Ізраїлю та Хамас для зменшення міжнародної підтримки України, тоді як Росія зобразила це як приклад провалу політики США на Близькому Сході та припустила, очевидний вплив як на подальше постачання зброї Україні Заходом, так і на ізраїльсько-російські відносини.
Різні лідери та експерти висловлювали припущення про потенціал розширення конфлікту та нову міграційну хвилю, включаючи до Європи.